# Exposição Municipal Agropecuária de Avaré

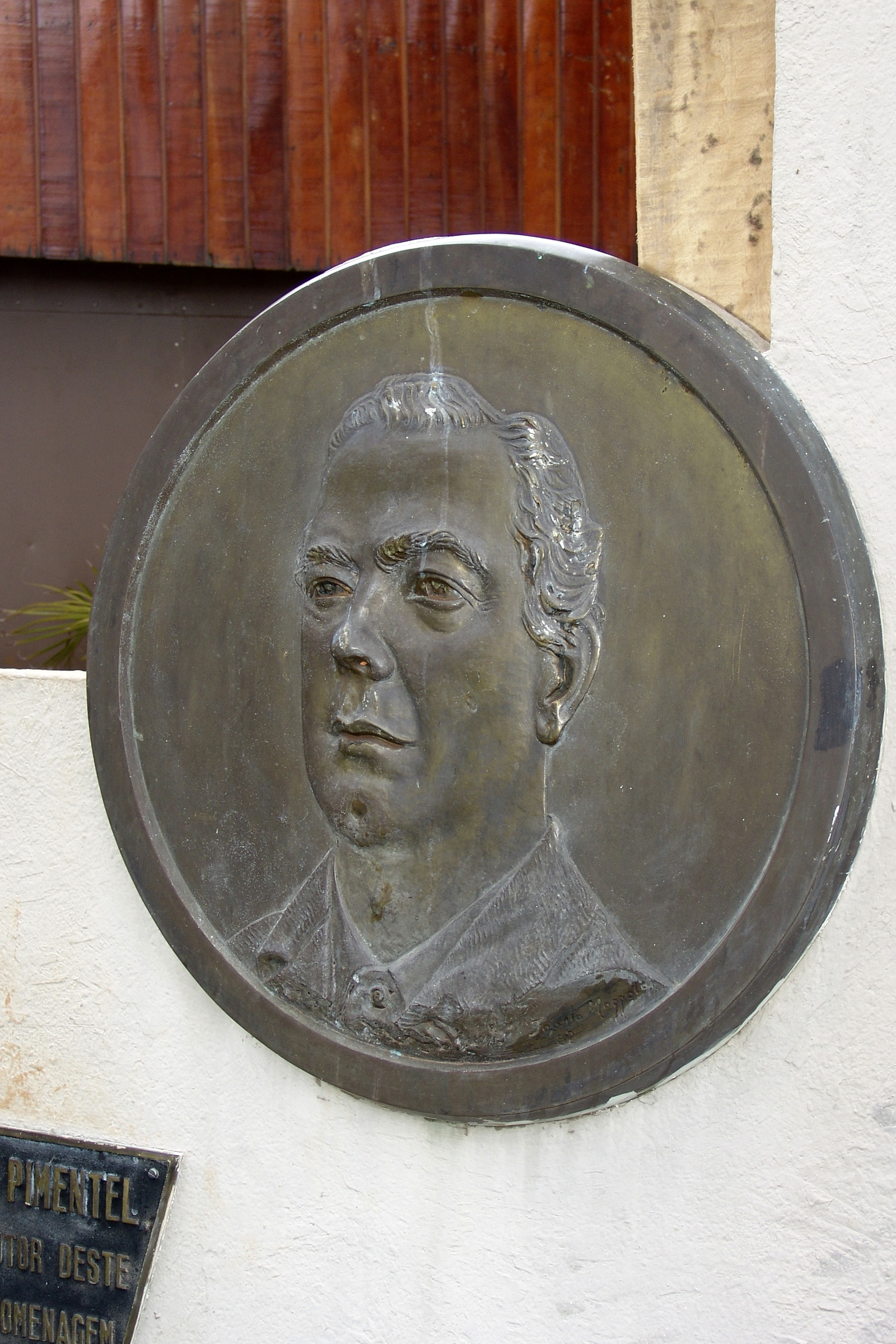
Placa comemorativa com figura de Fernando Pimentel

A Exposição Municipal Agropecuária de Avaré (EMAPA) é um evento do setor agropecuário realizado no município paulista de Avaré no Parque de Exposições Fernando Cruz Pimentel.
O parque possui cerca de 430.000m² de área total, praticamente a área ocupada pelo Vaticano. É considerada uma das principais feiras agropecuárias do Brasil.

## História
Mano Nogueira foi o idealizador da EMAPA, Elias de Almeida Ward, que além de criador da corrida de São Silvestre de Avaré é também considerado um dos incentivadores da primeira EMAPA que foi realizada no estádio de futebol da Associação Atlética Avareense entre os dias 14 de dezembro ao dia 19 de dezembro de 1964. Desde então tem sido realizada na primeira quinzena de dezembro no parque de exposições "Fernando Cruz Pimentel", por uma comissão especial da prefeitura municipal. Local muito amplo, que já foi o antigo aeroporto de Avaré, com toda estrutura necessária para esse tipo de realização se tornou a terceira exposição agropecuária, em importância, no Brasil.

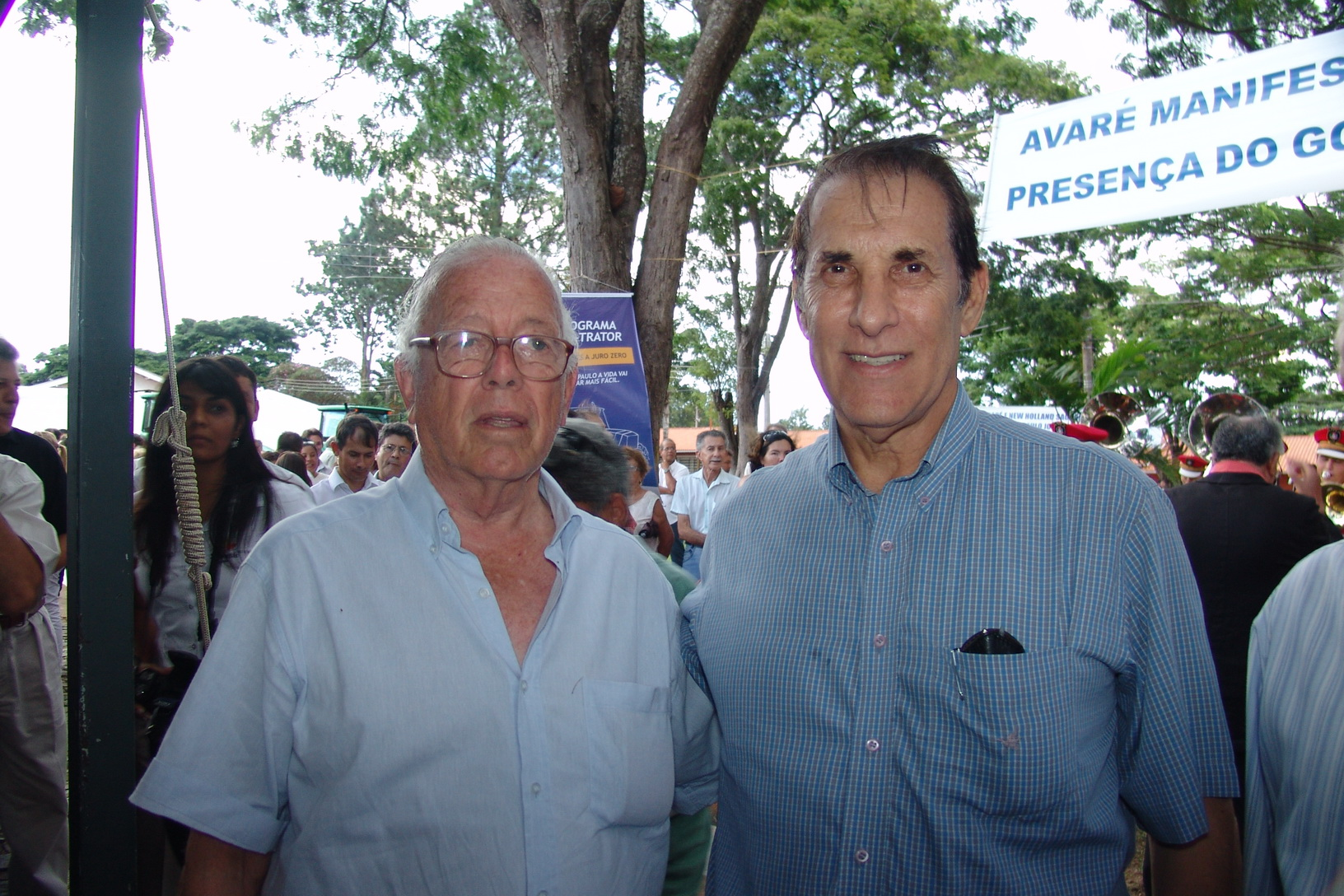
Fernando Pimentel e o ex-governador de São Paulo Orestes Quércia durante a inauguração da 44º EMAPA-2009

No parque durante o ano todo são realizadas outras dezenas de eventos importantes como "Arraiá do Nhô Musa", "Feira das Nações", leilões e exposições de gado, exposição de veículos antigos, "Expocão" – exposição anual de cães de todas as raças (já há 23 anos-2009) do Kennel Clube da Cidade de Avaré, rodeios, provas diversas. No local existe também um Kartódromo onde são realizadas provas regulares. Já realizada a sua versão 41ª (2005) onde foram inscritos quase 3.000 animais, oriundos de muitos estados do Brasil.

## Galeria de fotos
Clique na foto para ver maior

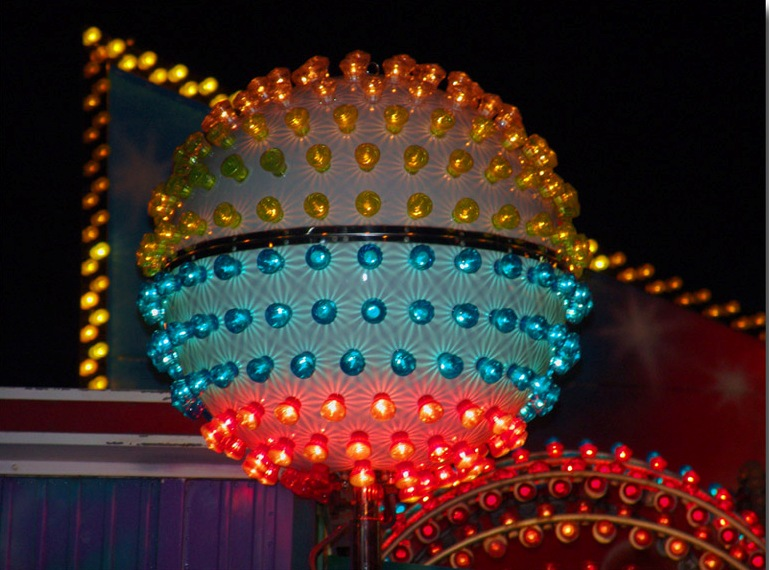
Parque diversões a noite
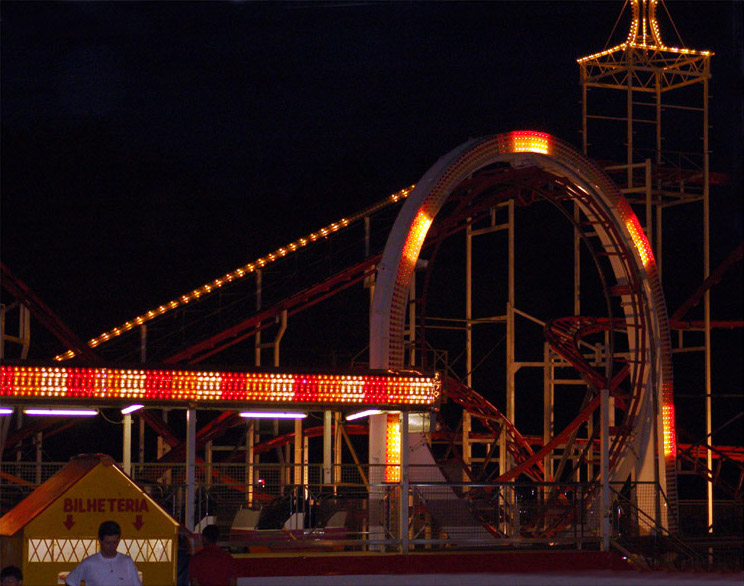
Parque (2)
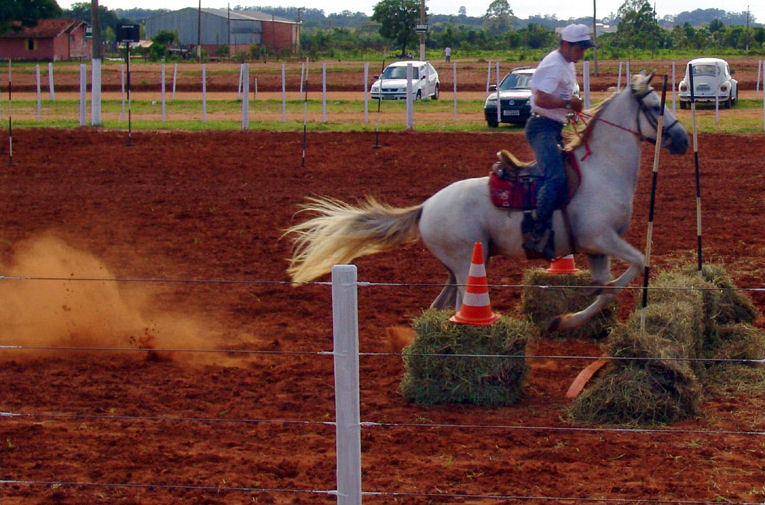
Hipismo rural
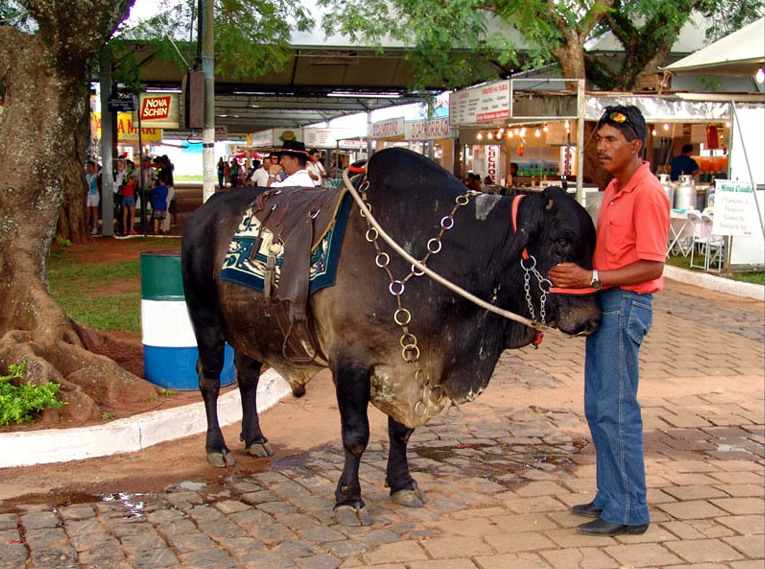
Fotógrafo de eventos
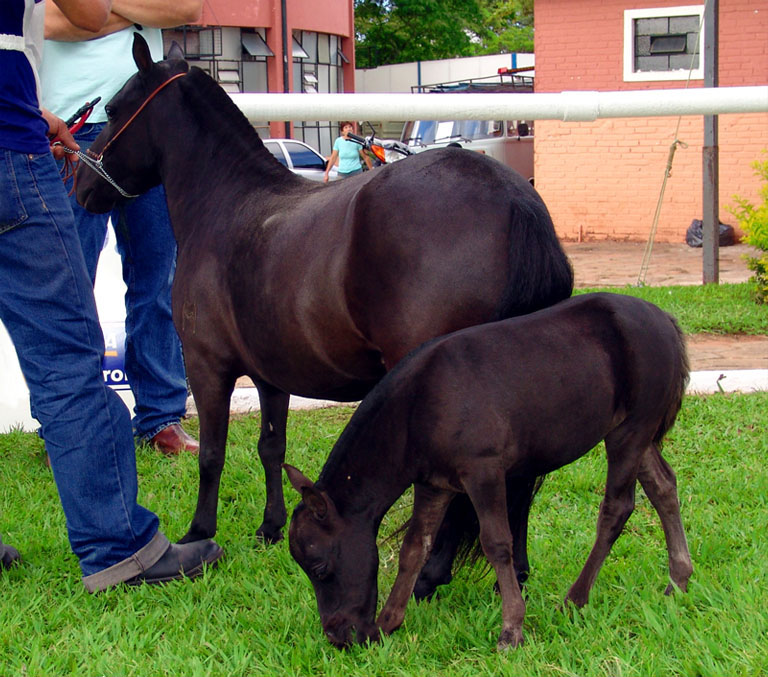
Pônei brasileiro
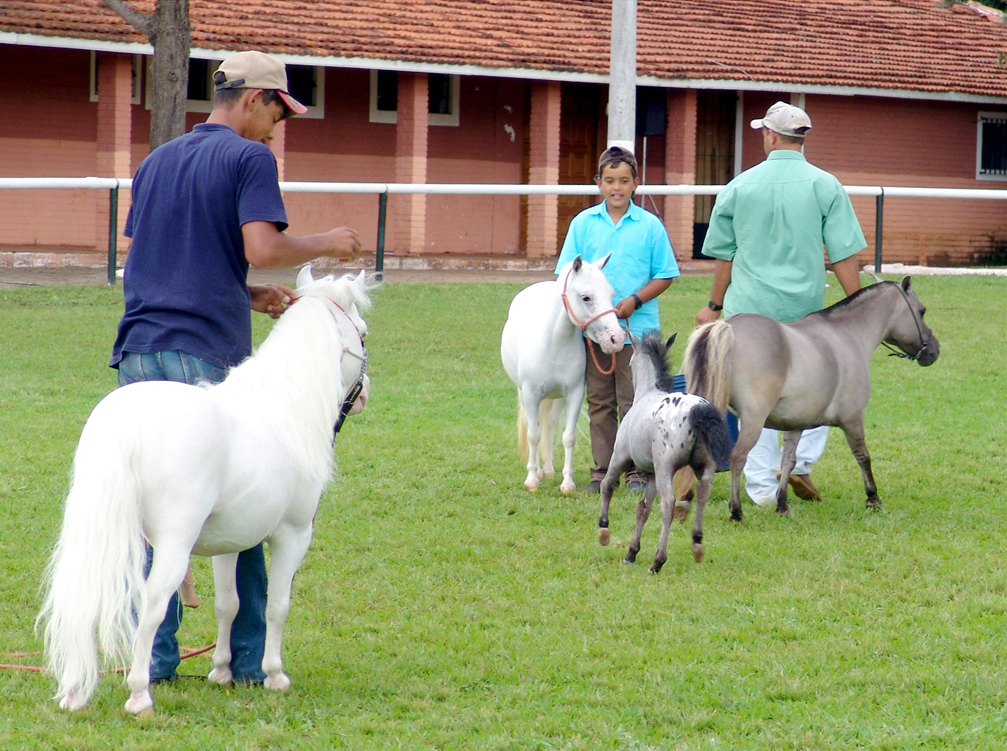
Mini-pônei
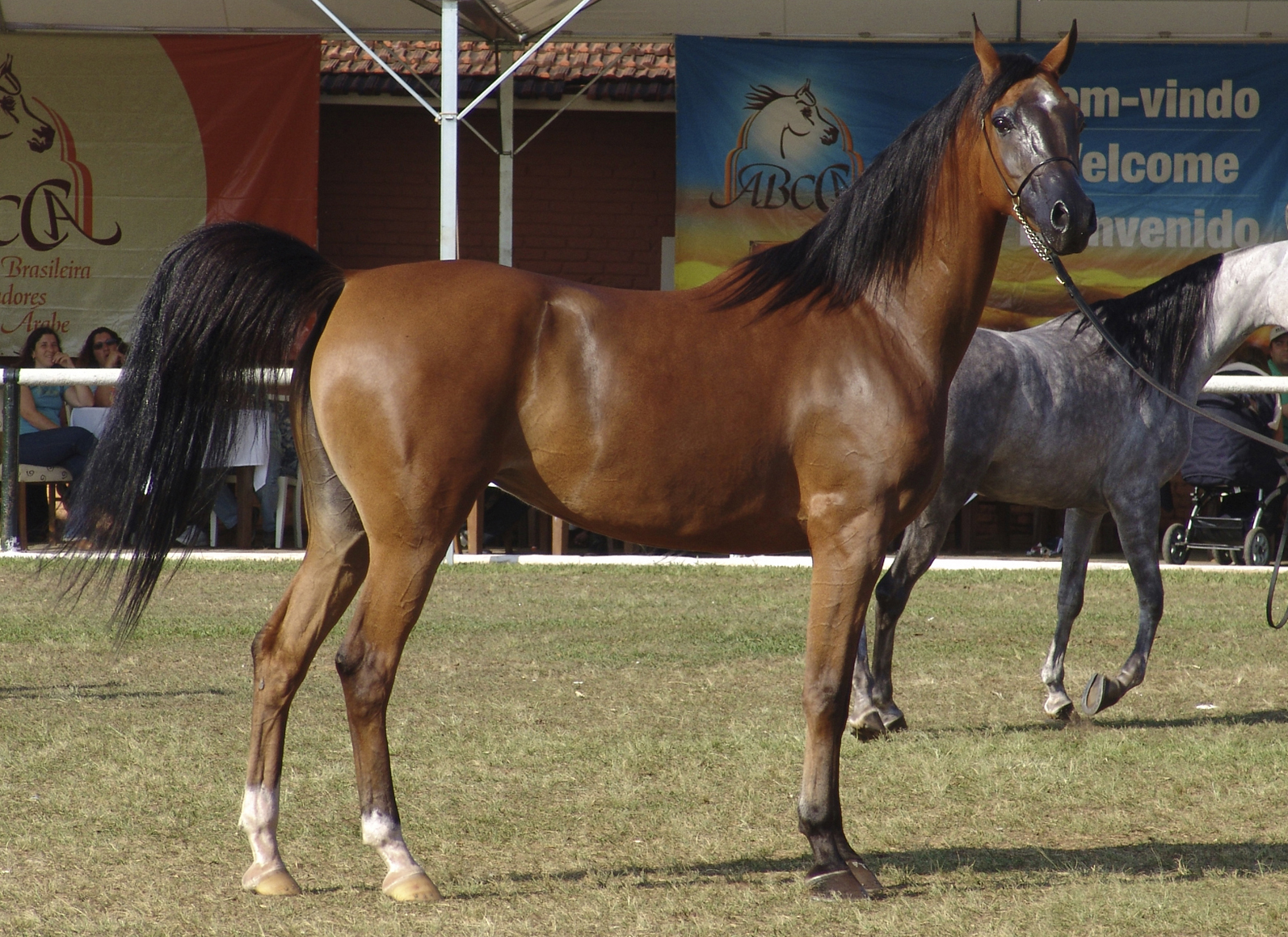
Cavalo Árabe
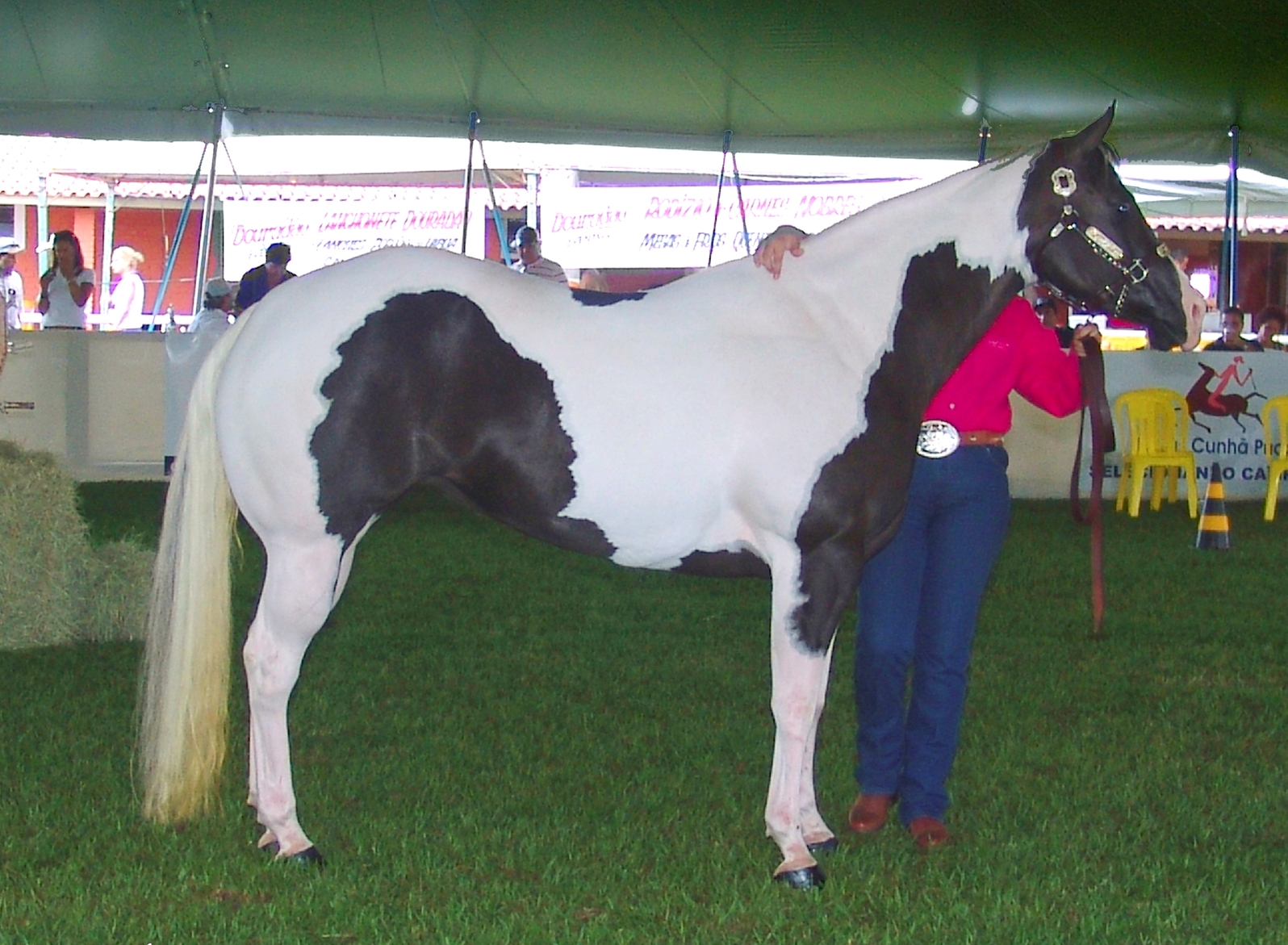
Cavalo Paint Horse
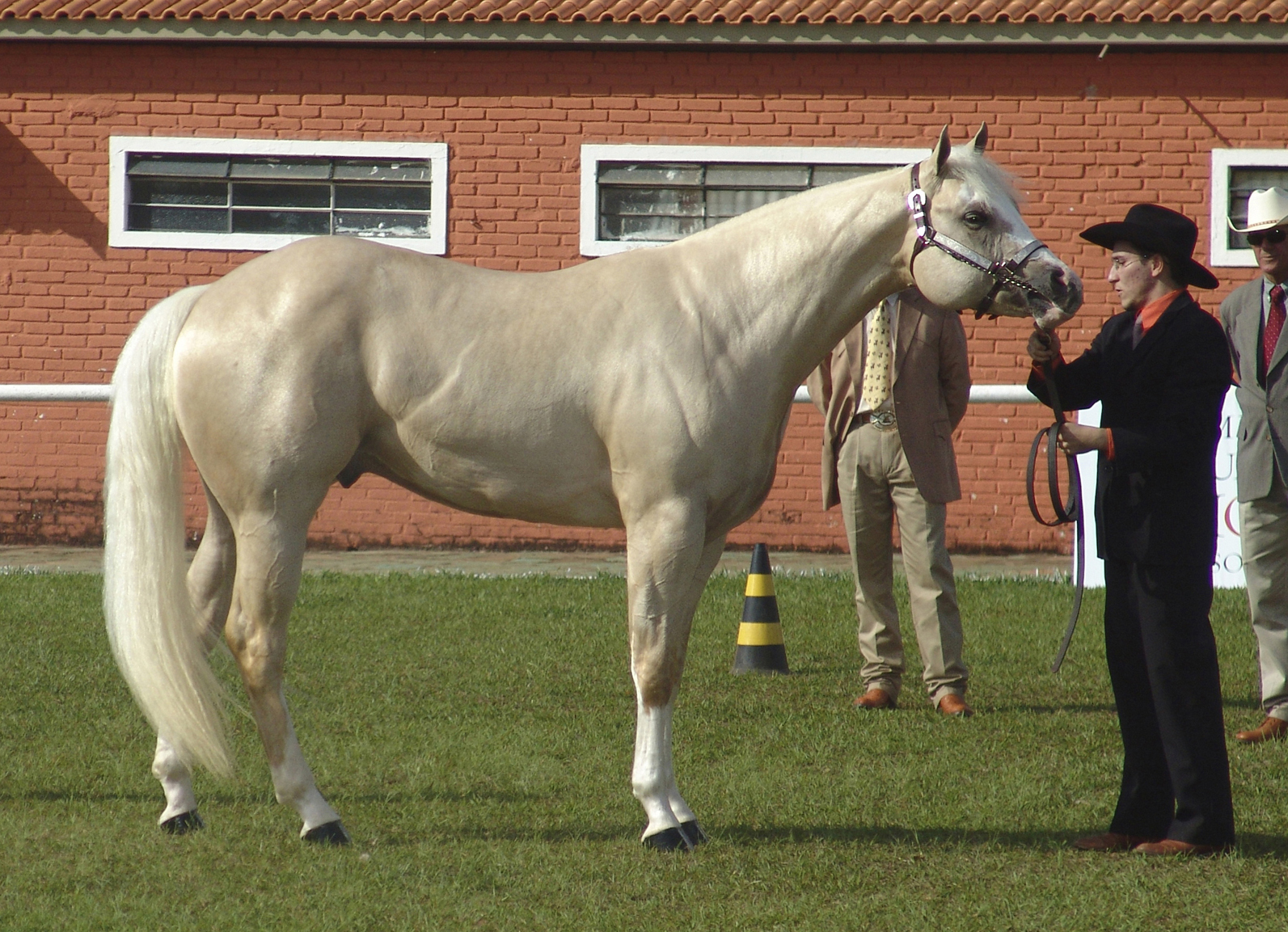
Cavalo Quarter Horse/Quarto de Milha
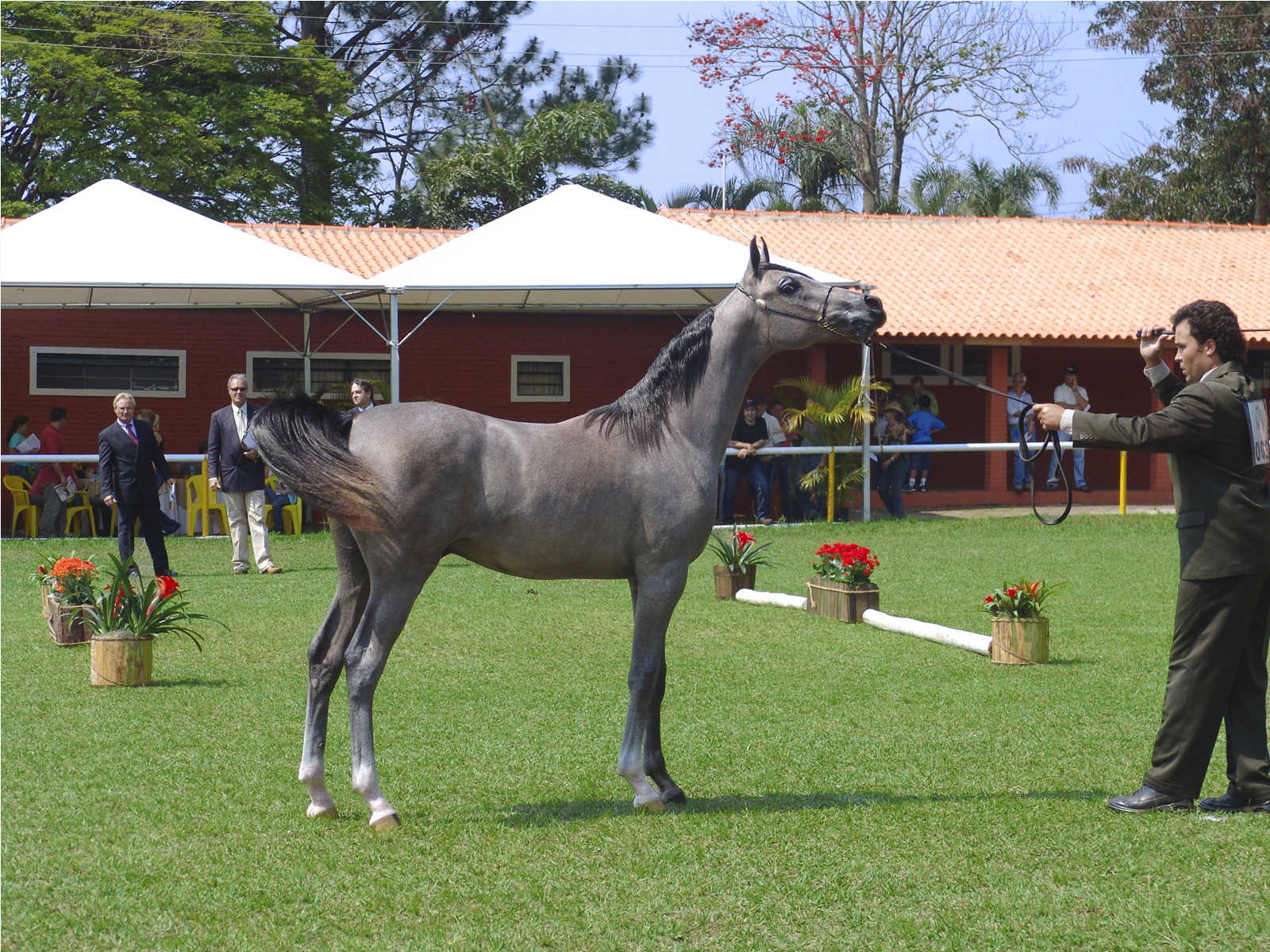
Julgamento Cavalo Árabe
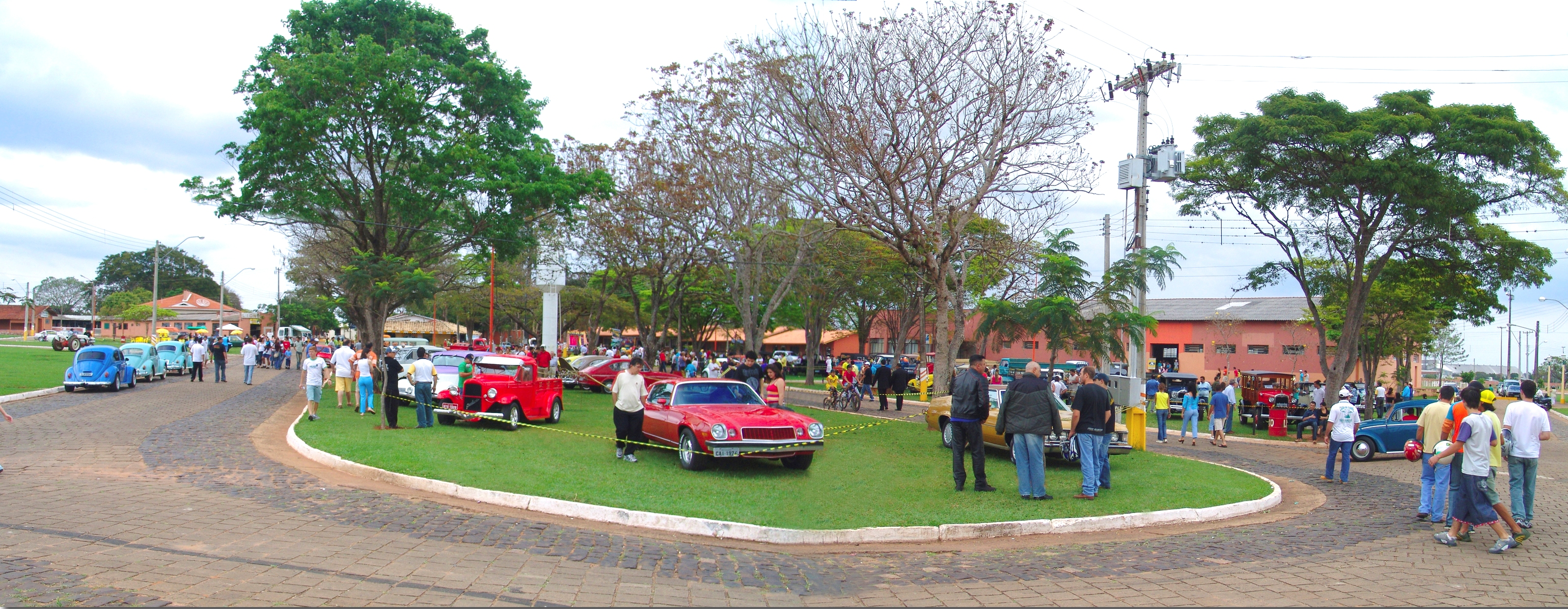
Exposição de veículos antigos
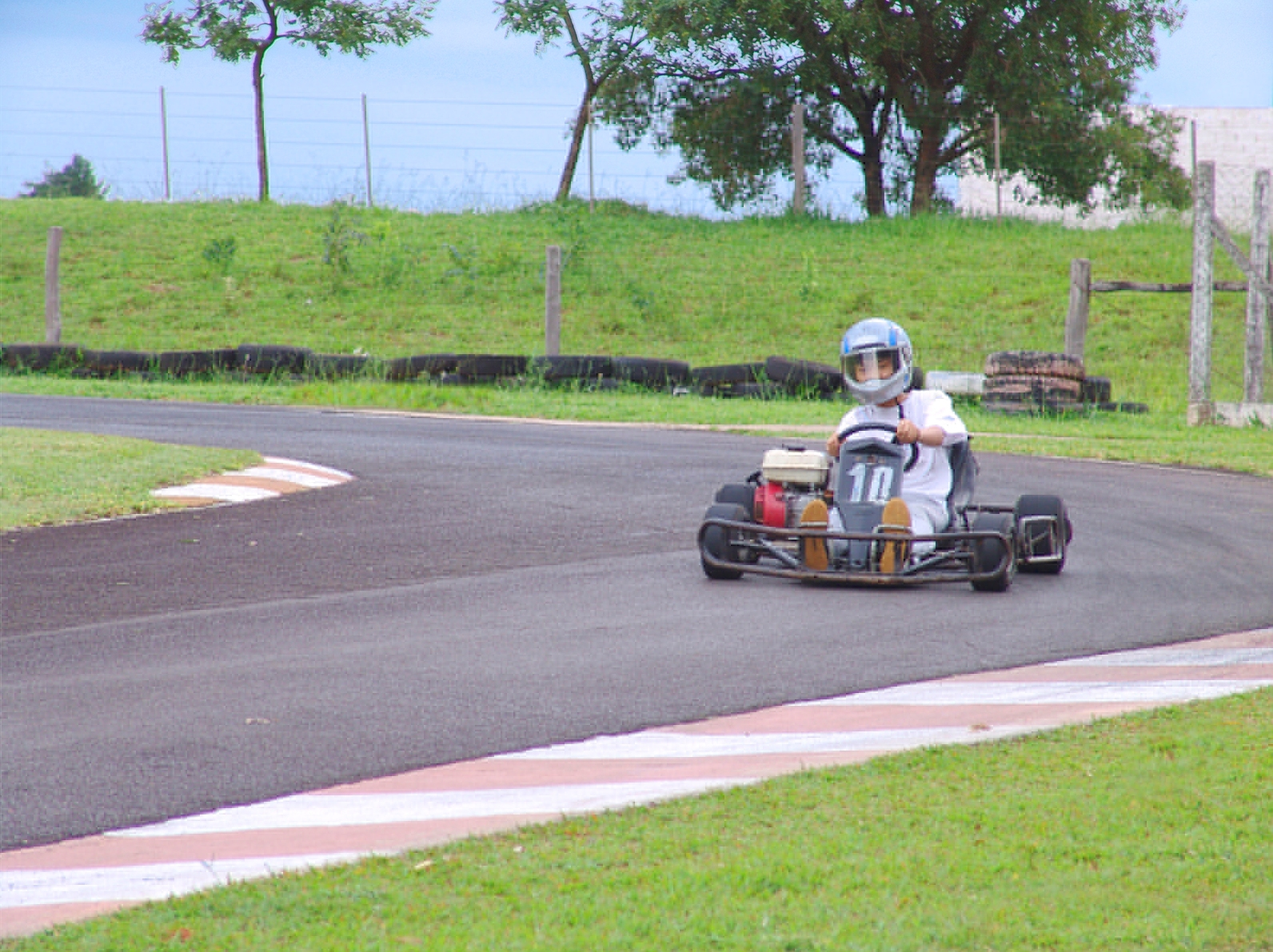
Kartódromo no parque exposição
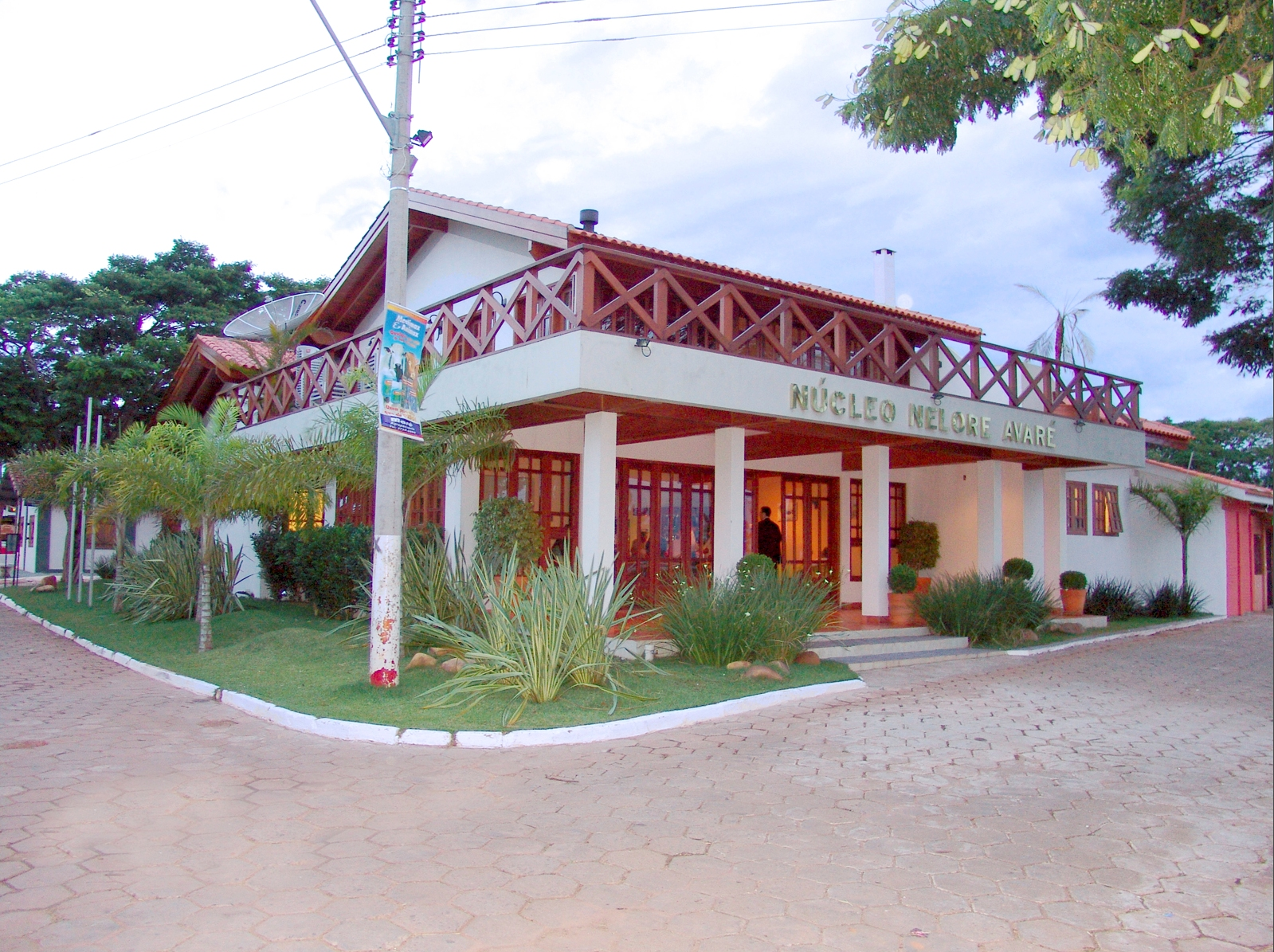
Núcleo do gado Nelore no recinto
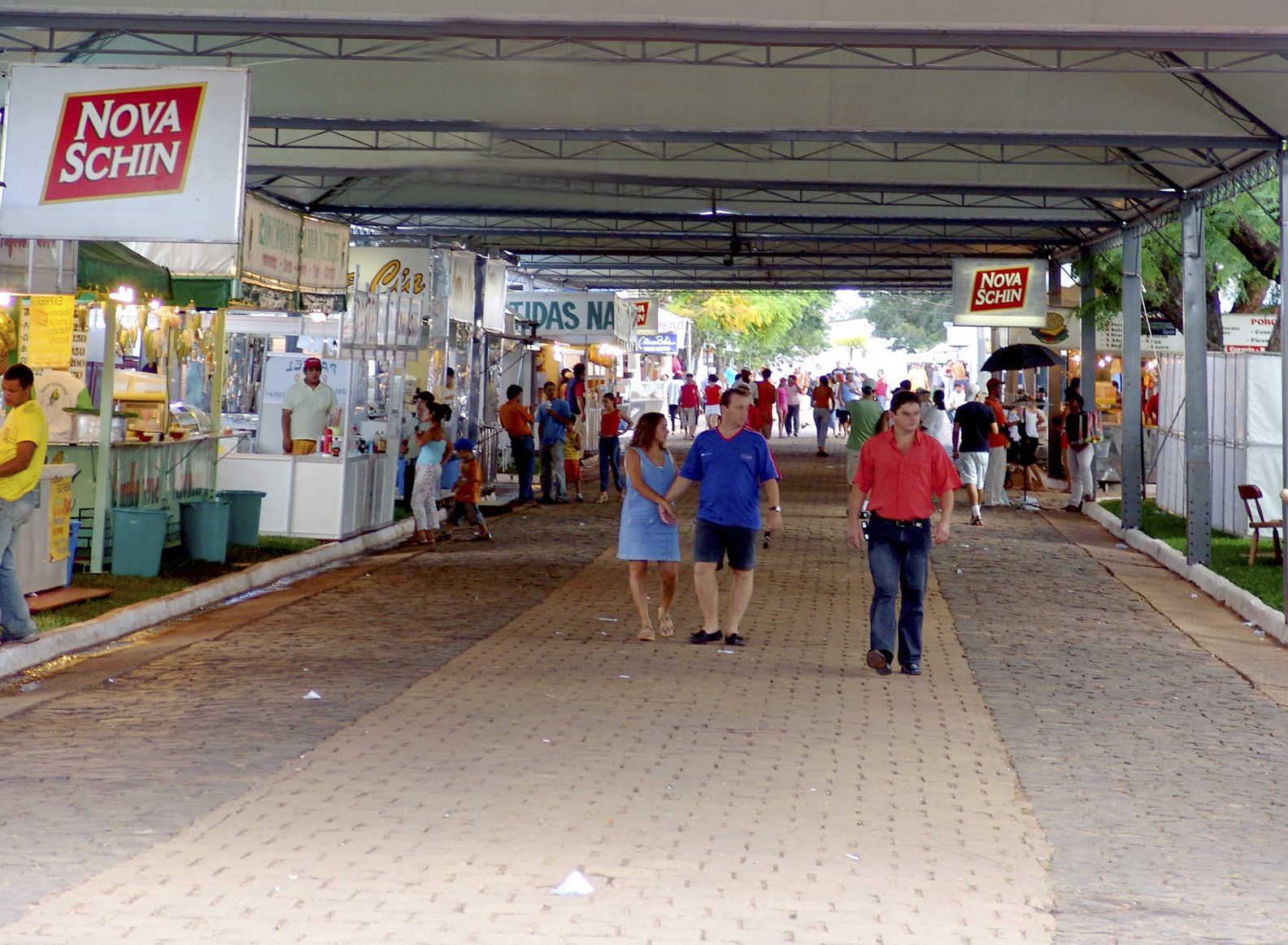
Praça de alimentação durante evento
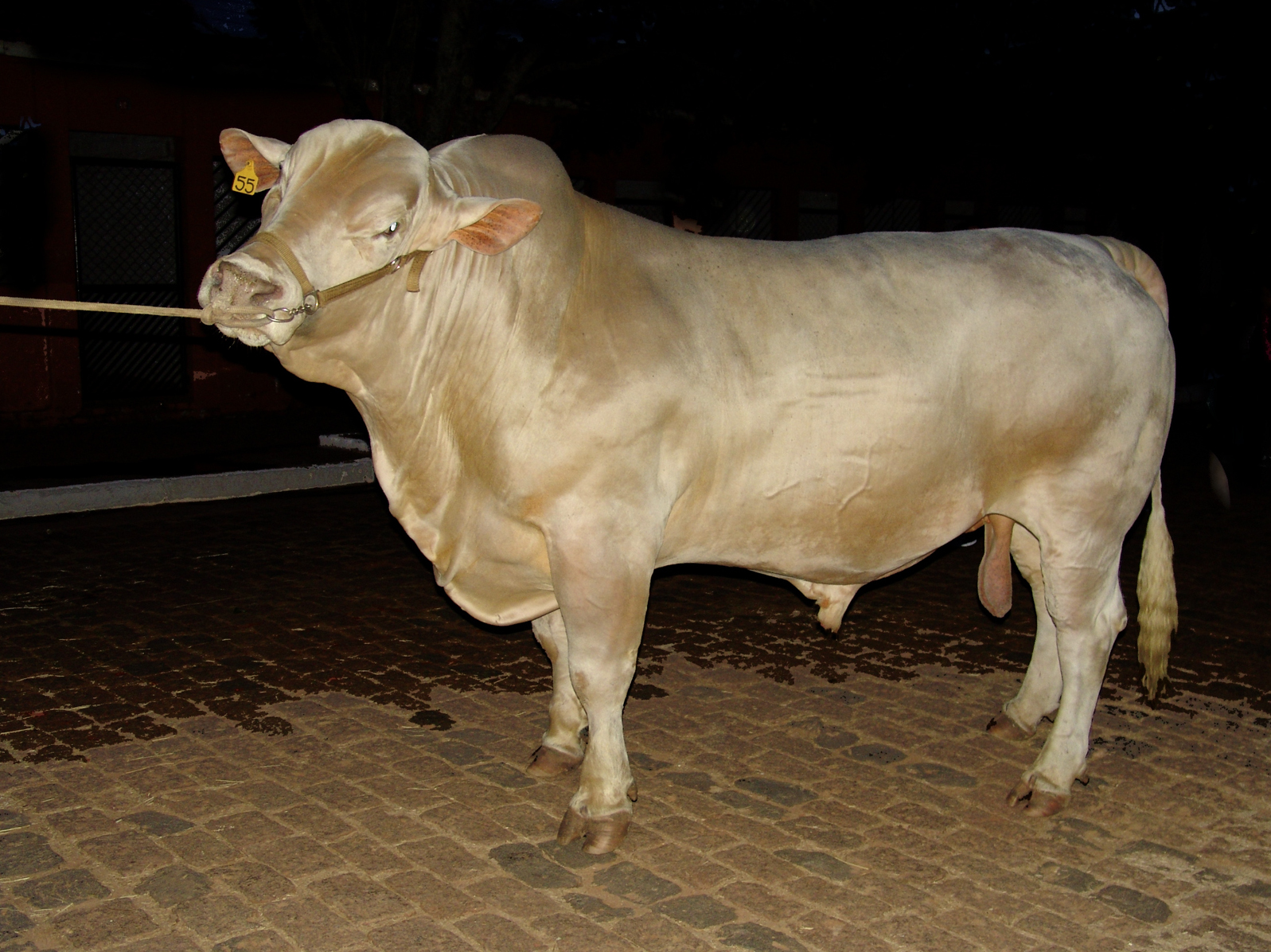
Exemplar de touro da raça Canchim
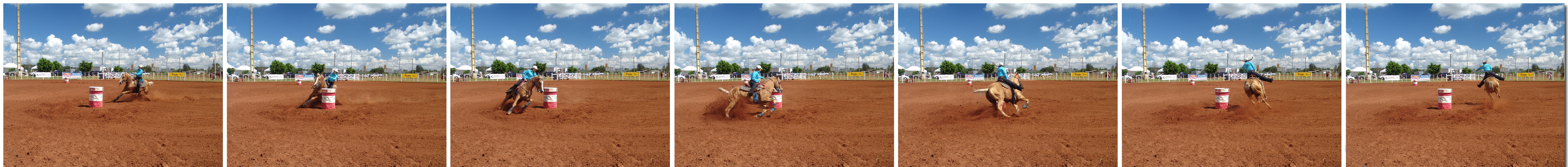
Prova do tambor - evento Paint Horse
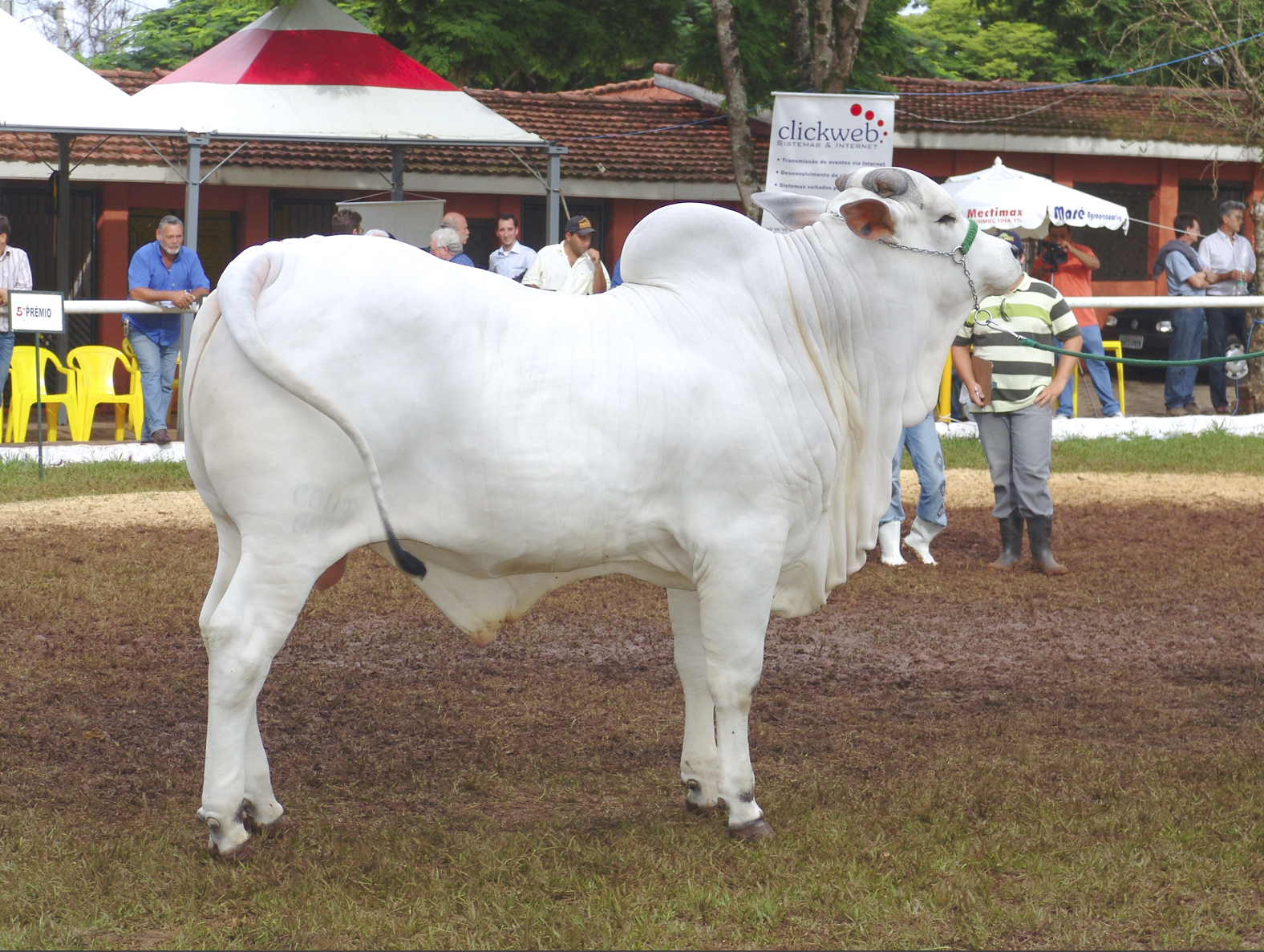
Exemplar premiado de touro da raça Nelore
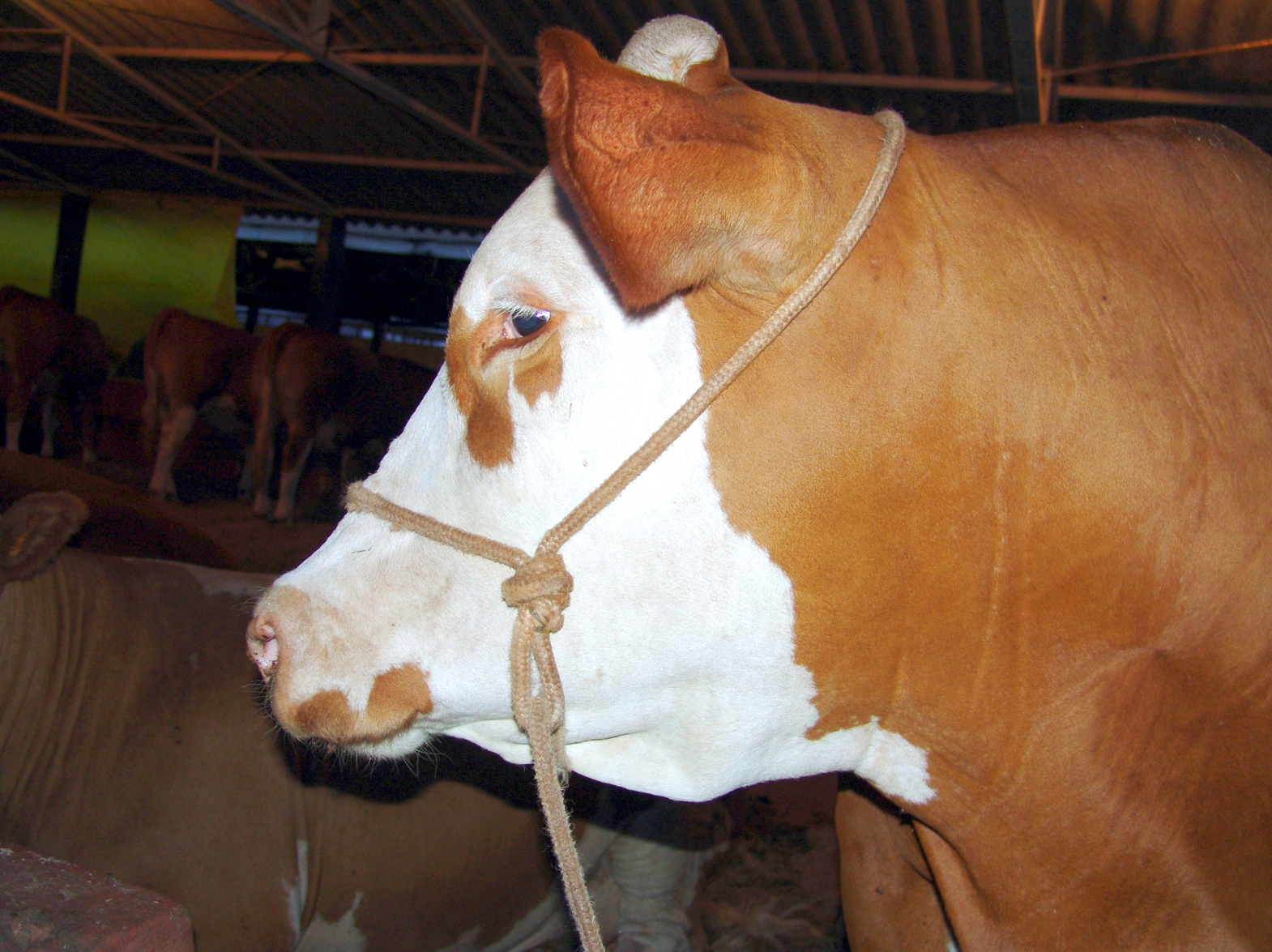
Exemplar premiado de touro da raça Simental
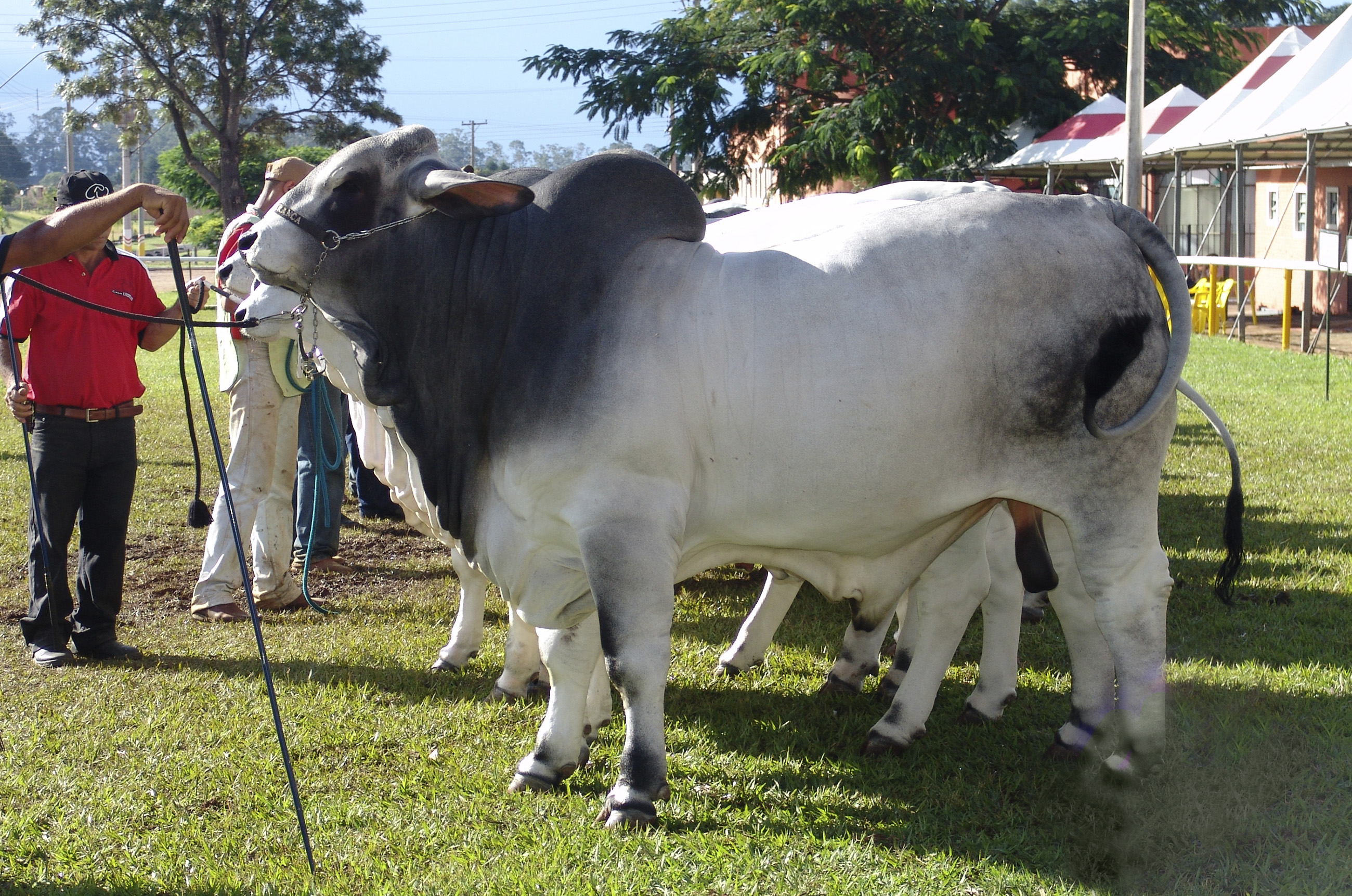
Touro da raça Brahman
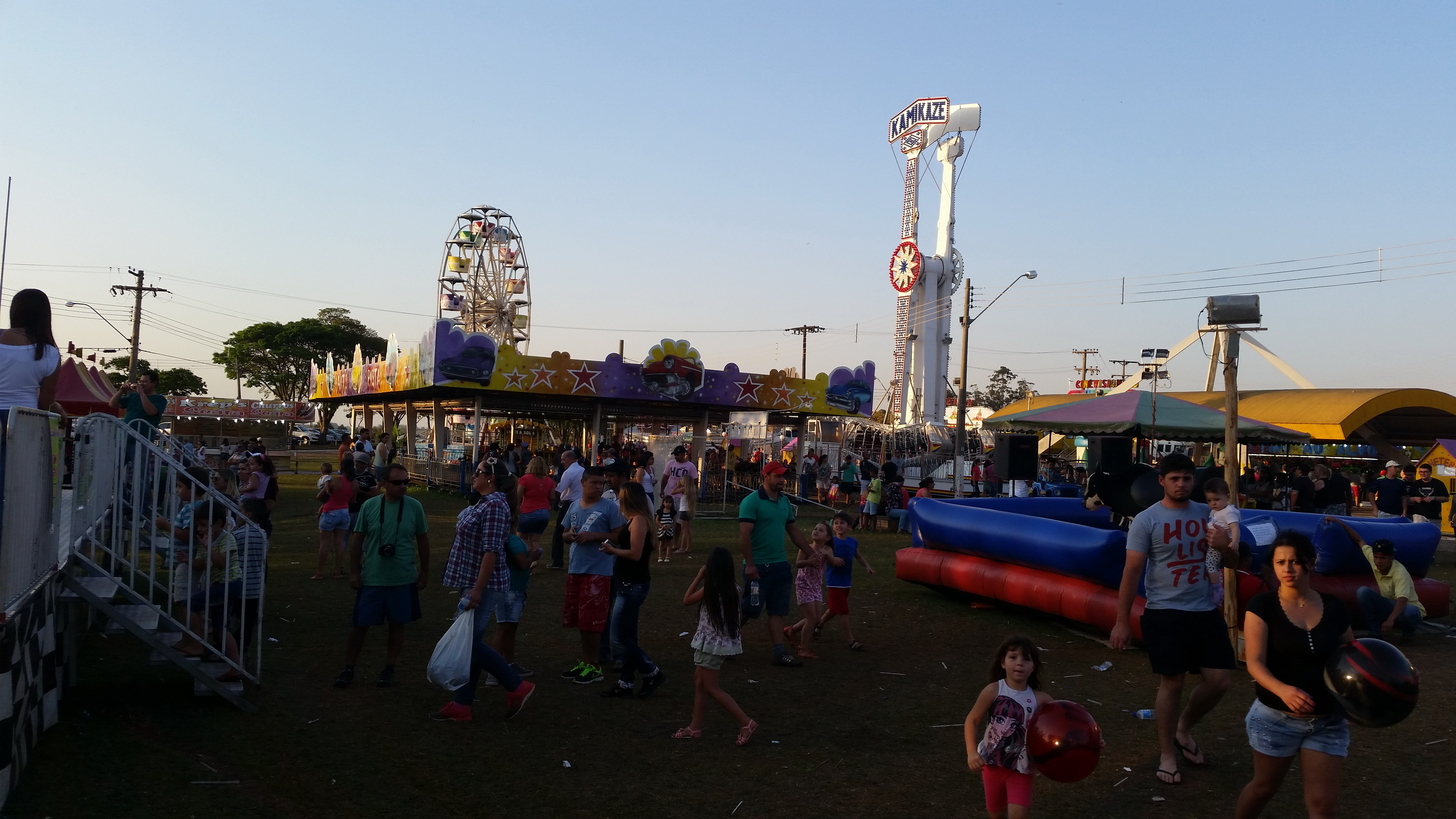
Parque na EMAPA